# NGC 2329
NGC 2329 est une galaxie lenticulaire située dans la constellation du Lynx. NGC 2329 été découverte par l'astronome germano-britannique William Herschel en 1788.

## Caractéristiques
Sa vitesse par rapport au fond diffus cosmologique est de 5 880 ± 13 km/s, ce qui correspond à une distance de Hubble de 86,7 ± 6,1 Mpc (∼283 millions d'al).
À ce jour, sept mesures non basées sur le décalage vers le rouge (redshift) donnent une distance de 92,900 ± 22,567 Mpc (∼303 millions d'al), ce qui est à l'intérieur des valeurs de la distance de Hubble. Notons cependant que c'est avec la valeur moyenne des mesures indépendantes, lorsqu'elles existent, que la base de données NASA/IPAC calcule le diamètre d'une galaxie et qu'en conséquence le diamètre de NGC 2329 pourrait être d'environ 35,7 kpc (∼116 000 al) si on utilisait la distance de Hubble pour le calculer.
Selon la base de données Simbad, NGC 2329 est une galaxie à noyau actif.

## Trou noir supermassif
Selon une étude publiée en 2009 et basée sur la vitesse interne de la galaxie mesurée par le télescope spatial Hubble, la masse du trou noir supermassif au centre de NGC 2329 serait comprise entre 110 et 250 millions de {\displaystyle M_{\odot }}.